# János Balogh (Fußballspieler)
János Balogh (* 29. November 1982 in Debrecen) ist ein ungarischer Fußballtorhüter und ehemaliger Nationalspieler.

## Karriere
Balogh spielte zunächst für den VSC Debrecen, mit dem er 2007 ungarischer Meister und zudem zweimal Pokalsieger wurde. Während eines Intermezzos beim FC Sopron wurde er 2005 auch mit den Westungarn Pokalsieger. 2008 wechselte er zunächst auf Leihbasis zum schottischen Premier-League-Club Heart of Midlothian, der ihn 2009 für eine Ablösesumme von 200.000 € fest verpflichtete. Nachdem er seit 2010 kein Spiel mehr für die Schotten absolviert hatte, wechselte er im März 2012 nach Ungarn zurück zum Nyíregyháza Spartacus FC, für den er kurzfristig bereits in der Spielzeit 2005/06 aktiv war.

## Nationalmannschaft
Balogh spielte bisher einmal für die ungarische Nationalmannschaft. Am 12. September 2007 gab er sein Debüt in einem EM-Qualifikationsspiel gegen die Türkei (Endstand: 0:3). Zuvor spielte er bereits für die U-14-, U-16- und U-17-Junioren Ungarns.

## Erfolge

### Mit dem Debreceni VSC
- Ungarischer Meister: 2007
- Ungarischer Pokalsieger: 2001 und 2008
- Ungarischer Super Cup: 2008

### Mit dem FC Sopron
- Ungarischer Pokalsieger: 2005